# Skálmarfjörður
Skálmarfjörður (in lingua islandese: Fiordo della gamba) è un lungo fiordo situato nel settore nordoccidentale dell'Islanda.

## Descrizione
Skálmarfjörður è uno dei fiordi della regione dei Vestfirðir. È una diramazione della sponda settentrionale del vasto Breiðafjörður. Il fiordo è largo 2,5 km e penetra per circa 15 km nell'entroterra.
Il fiordo ha più o meno la forma di uno stivale come l'Italia, ma posto in senso rovesciato. Nella parte terminale il fiordo si divide a Vattarnes e il corto ramo laterale chiamato Vattarfjörður, forma un'ampia sporgenza e vi si trovava la strada principale che passava sul Þingmannaheiði.
A est del fiordo, il promontorio di Svínanes si innalza a un'altitudine di 470 metri e separa lo Skálmarfjörður dal Kvígindisfjörður; a ovest la penisola di Skálmarnes si eleva a 344 metri e lo separa dal Kerlingarfjörður.
Un tempo a Langeyri e Sigurðareyri si trovavano alcuni insediamenti di pescatori tedeschi; ora nello Skálmarfjörður non ci sono più fattorie abitate in modo continuativo per tutto l'anno, ma solo qualche casa utilizzata durante la stagione estiva.

## Vie di comunicazione
La strada S60 Vestfjarðavegur costeggia solo la costa settentrionale e terminale del fiordo. All'interno, un sentiero che attraversa la valle Skálmardalur e supera l'altopiano Skálmardalsheiði, permette di raggiungere Gervidal, o Gjörvidalur, nella parte interna del fiordo Ísafjörður nell'Ísafjarðardjúp.